# Квіткоїд червоноспинний
Квіткоїд червоноспинний (Dicaeum quadricolor) — вид горобцеподібних птахів родини квіткоїдових (Dicaeidae).

## Поширення
Ендемік філіппінського острова Себу. Наприкінці 1800-х років він був відомий лише з двох місцевостей, де вважався звичайним видом. На початку 20-го століття побоювалися, що він вимер, оскільки вважалося, що всі ліси острова були вирубані. Однак його знову виявили в 1992 році в лісі в Табунані (80 га, плюс ще 40 га навколишніх фрагментів), де його спостерігали також в 2007 році. З 1992 року він був знайдений ще в трьох місцевостях (у муніципалітетах Алкой, Аргао і Далагете). За оцінками, у 2005 році чисельність виду становила 85-105 птахів.

## Спосіб життя
Як і інші квіткоїди, харчується переважно фруктами, особливо інжиром та омелою. Він також доповнює свій раціон павуками. Здобування корму здійснюється в кронах дерев поодинці або парами.